# 昆仑女神峰
昆仑女神峰，是一座位于中国西藏和新疆交界处的山峰，海拔7167米，接近度较差，是一座了解相对较少的壮美山峰。